# Euryscelis suturalis
Euryscelis suturalis är en skalbaggsart som först beskrevs av Olivier 1795.  Euryscelis suturalis ingår i släktet Euryscelis och familjen långhorningar.
Artens utbredningsområde är:
- Bahamas.
- Haiti.

Inga underarter finns listade i Catalogue of Life.